# Eilicrinia cordiaria
Eilicrinia cordiaria là một loài bướm đêm trong họ Geometridae.